# 일본 체육대학
일본 체육대학(日本体育大学, Nippon Sport Science University)은 일본의 도쿄도 세타가야구에 위치한 체육 특성화 대학이다. 1949년에 설립된 일본체육대학은 요코하마에 타케시 캠퍼스를 두고 있다. 유명 스포츠 선수를 많이 배출한 학교로 유명하다.

## 교육

### 학부
- 체육학부
- 아동 스포츠 교육학부
- 보건의료 학부
- 단기대학부

### 대학원
- 체육 과학 연구과 ( 체육 학부 )
  - 체육 과학 전공 (학사)
    - 체육 과학 과정
    - 스포츠 문화, 사회 과학
    - 교육 과학
    - 건강 과학 스포츠 의학
    - 체육 실천학 코스
    - 코칭 코스
    - 스포츠 교육, 건강 교육학

  - 체육 과학 전공 (박사)
    - 스포츠 문화, 사회 과학
    - 교육 과학
    - 건강 과학 스포츠 의과학
    - 교육 코칭 학계

### 연구 센터
- 종합 스포츠 과학 연구 센터
- 스포츠 과학 연구소 : RISS
- 스포츠 교육 센터

### 대학 도서관
- 체육, 스포츠에 관한 문헌이 많으며 약 34만권의 책을 보유하고있다.

### 주요 선수
- 기타지마 고스케 (수영)
- 우치무라 고헤이 (체조)
- 스가와라 치에코 (펜싱)
- 야마모토 히로시 (양궁)
- 고바야시 마사히데 (야구)
- 타카하시 란 (배구)